# Beren Saat
Beren Saat, née le 26 février 1984 à Ankara, est une actrice turque. 
Elle est surtout connue pour avoir joué le rôle de Bihter, aux côtés de Kıvanç Tatlıtuğ, dans la série télévisée turque Aşk-ı Memnu, tirée du roman éponyme de Halid Ziya Uşaklıgil, paru en 1900. 
La série a connu un énorme succès en Turquie, ainsi que dans le monde arabe, la Grèce et dans les Balkans et a été adaptée aux États-Unis. 
Beren a été reconnue pour sa maîtrise du rôle de Bihter, et a remporté plus de vingt prix entre 2008 et 2010. Elle est très connue dans les pays cités précédemment. 
Elle a également été récompensée à maintes reprises pour son rôle dans la série Fatmagül'ün Suçu Ne?  avec l'acteur Engin Akyürek.

## Biographie
Beren Saat est née le 26 février 1984, d'une mère nommée Ayla et de son père Hüseyin, Elle a également  un frère nommé Cem Saat.
Beren a fait ses études primaires et secondaires au TED Ankara Koleji (tr). Elle a ensuite poursuivi ses études à l'université de Başkent (tr). Elle participe à plusieurs concours, d'où elle attire l'attention de la productrice de cinéma Tomris Giritlioğlu (tr).
Le 29 juillet 2014, Beren se marie avec le célèbre chanteur turc Kenan Doğulu à Los Angeles aux États-Unis.

## Filmographie

### Cinéma
- 2008 : Güz sancisi : Elena
- 2009 : Gecenin kanatlari : Gece
- 2012 : La Saison des Rhinocéros (فصل کرگدن, Fasle kargadan) de Bahman Ghobadi
- 2013 : Benim Dünyam : Ela

### Télévision
- 2005 - 2006 : Aşka Sürgün : Zilan Şahvar Azizoğlu
- 2006 - 2008 : Hatırla Sevgili : Yasemin Ünsal
- 2007 : Avrupa Yakası : Konuk oyuncu
- 2008 - 2010 : Aşk-ı Memnu : Bihter Yöreoğlu Ziyagil
- 2010 - 2012 : Fatmagül'ün Suçu Ne? : Fatmagül Ketenci Ilgaz
- 2013 : İntikam : Derin/Yagmur
- 2015 - 2016 : Muhteşem Yüzyıl: Kösem : Kösem
- 2019 - 2020 : Atiye